# Anglezarke

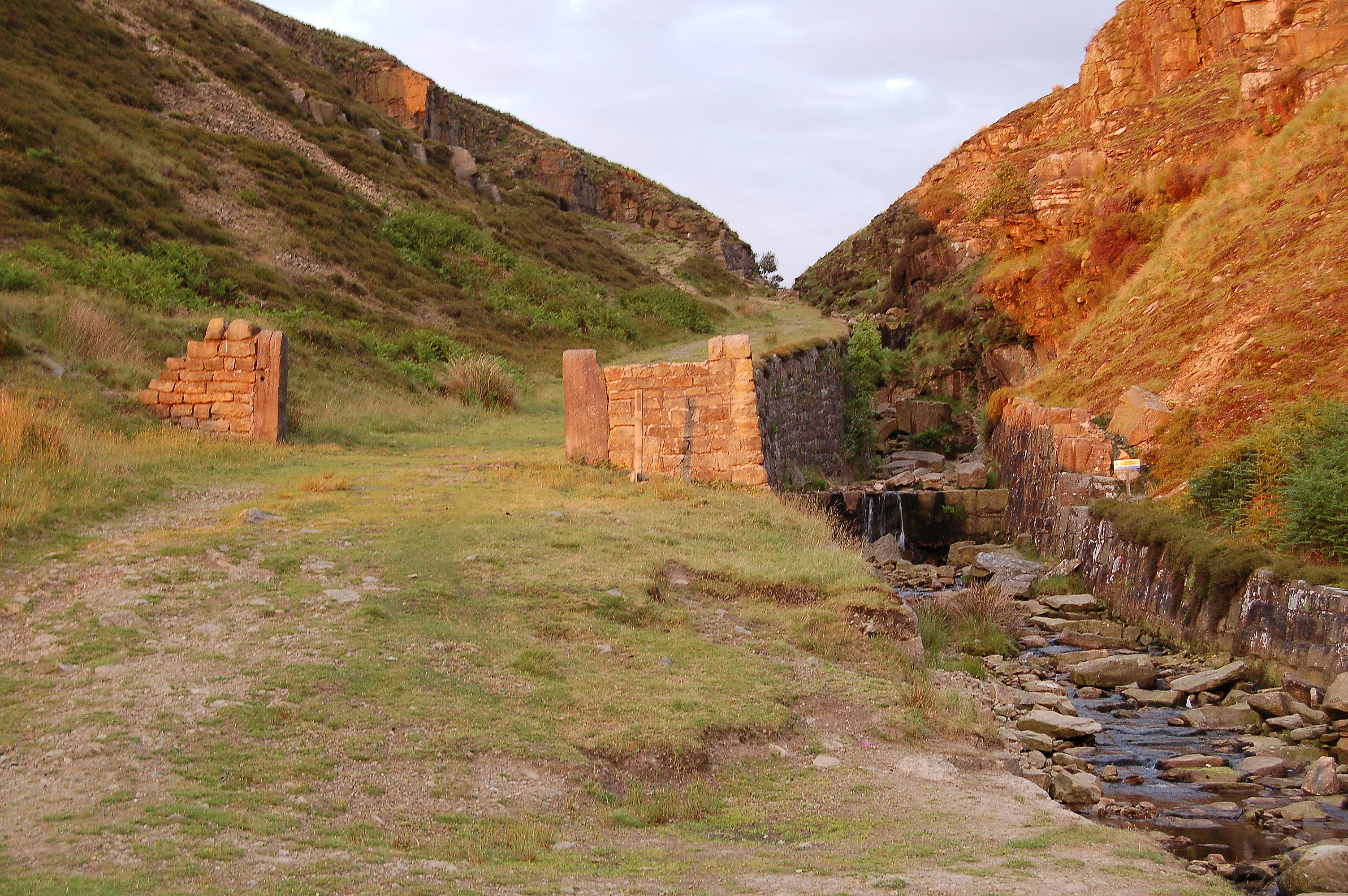
Vue du ruisseau de Dean Black, dans un environnement témoignant du passé minier de la région.

Anglezarke est une paroisse civile en Angleterre, aujourd'hui dépeuplée. Elle dépend du borough de Chorley dans le Lancashire et ne comprenait plus que 23 habitants au recensement de 2001. Au recensement de 2011, sa population est incluse dans celle de la paroisse civile de Heapey.

## Géographie
Anglezarke couvre 1130 hectares de territoires de hautes landes sur les pentes occidentales des West Pennine Moors à plus de 300 mètres d'altitude. L'habitat est réparti en fermes isolées sans aucun village. Le petit hameau de White Coppice se trouve à l'emplacement d'une ancienne fabrique de coton, au nord-ouest, et celui de Hempshaws est maintenant en ruines, au sud-est.
Cette aire est traversée dans son bord occidental par une petite route reliant Rivington à Heapey. Le sous-sol est fait de différents grès et d'anciennes carrières témoignent de son extraction autrefois. La partie occidentale de la région est occupée par les lacs de barrage d'Anglezarke et de Yarrow.